# Panax stipuleanatus
Panax stipuleanatus är en araliaväxtart som beskrevs av Hse Tao Tsai och Kuo Mei Feng. Panax stipuleanatus ingår i släktet Panax och familjen Araliaceae. Inga underarter finns listade.